# Elizabeth George
Susan Elizabeth George (ur. 26 lutego 1949 w Warren) – amerykańska pisarka powieści kryminalnych osadzonych w Wielkiej Brytanii. Najbardziej znana jest z serii powieści z udziałem inspektora Thomasa Lynleya. Pierwsze jedenaście tomów zostało przekształcone w scenariusz, na którego podstawie powstał serial Sprawy inspektora Lynleya.

## Życiorys
Urodziła się w Warren w Ohio jako drugie dziecko Roberta Edwina i Anne z domu Rivelle. Ma starszego brata, Roberta George’a, także pisarza. Jej matka była pielęgniarką, a ojciec kierownikiem firmy transportowej. Rodzina przeprowadziła się do San Francisco, gdy miała półtora roku.
Była studentką filologii angielskiej, otrzymała certyfikat nauczycielski na Uniwersytecie Kalifornijskim w Riverside. Podczas nauczania języka angielskiego ukończyła studia magisterskie z zakresu psychologii. Otrzymała tytuł doktora honoris causa University Fullerton w 2004 roku, zaś w 2010 roku otrzymała honorowy tytuł magistra sztuk pięknych na Northwest Institute of Literary Institute.
George poślubiła Irę Jaya Toibina w 1971 roku, zaś rozwiedli się w 1995 roku. Obecnie jest zamężna z Tomem McCabem.

## Nagrody
Pierwsza powieść George’a, „Great Deliverance”, została pozytywnie przyjęta przez krytyków literackich. Zdobył nagrodę Agatha za „Najlepszą pierwszą powieść” w 1988 roku oraz nagrodę Anthony w 1989 roku w tej samej kategorii. W 1988 roku została nominowana do nagrody Edgar.